# Bathyraja minispinosa
Bathyraja minispinosa är en rockeart som beskrevs av Ishiyama och Ishihara 1977. Bathyraja minispinosa ingår i släktet Bathyraja och familjen egentliga rockor. IUCN kategoriserar arten globalt som livskraftig. Inga underarter finns listade.